# Guerra ruso-persa (1826-1828)
La guerra ruso-persa de 1826-1828 fue el último conflicto militar importante entre el Imperio ruso y el Imperio persa.
Tras el Tratado de Gulistán que puso fin a la guerra ruso-persa en 1813, la paz reinó entre ambos países en el Cáucaso durante trece años. Sin embargo, Fath-Alí Shah Kayar, constantemente necesitado de ayudas extranjeras, confió en el consejo de los asesores del Reino Unido, que le presionaban para reconquistar los territorios perdidos ante Rusia, prometiendo su apoyo en la acción militar. El asunto se decidió cuando el partido belicoso de Abbas Mirza prevaleció en Teherán y el embajador ruso Aleksandr Ménshikov fue puesto bajo arresto domiciliario.

## Campaña de 1826
Aunque no hubo una declaración formal de guerra, un ejército de 35 000 hombres, liderados por Abbas Mirza, cruzaron la frontera el 16 de julio e invadieron los kanatos de Talysh y Karabaj. Los kanes cambiaron rápidamente de bando, rindiendo sus principales ciudades –Lenkoran, Quba, Bakú– a los persas. Alekséi Yermólov, el gobernador general ruso del Cáucaso, sintiendo que no tenía suficientes recursos para contrarrestar la invasión, no quiso presentar batalla y ordenó que Ganyá, la ciudad más poblada del Cáucaso meridional, fuera abandonada. En Shusha, una pequeña guarnición rusa consiguió aguantar hasta que el 5 de septiembre los refuerzos del general Valerián Madátov llegaron en su socorro.
Madátov derrotó a los persas a orillas del río Shamjor y recuperó Ganyá el 5 de septiembre. Al conocer las noticias, Abbas Mirza levantó el asedio de Shusha y marchó hacia Ganyá. A las tropas de Madátov se unieron las del Iván Paskévich (el sustituto de Yermólov) para formar una tropa de 8000 soldados bajo el mando de Paskévich. Cerca de Ganyá cayeron sobre los persas y les obligaron a retirarse más allá del río Araks de vuelta a Persia. La guerra, no obstante, duraría año y medio más.

## Campaña de 1827
La llegada de la estación invernal obligó a suspender las hostilidades hasta mayo de 1827 cuando Paskévich avanzó hacia Ereván, tomando Echmiadzin, Najicheván y Abbasabad (Raión de Yardimli) en su camino. El escenario principal de las operaciones pasó entonces a ser Armenia oriental, cuya capital, Ereván fue tomada tras seis días de asedio el 1 de octubre. Catorce días después, el general Eristov entraba en Tabriz, forzando al sah a buscar la paz.
El comienzo de la guerra ruso-turca (1828-1829) reavivó las esperanzas persas, afectando a las negociaciones de paz, que fueron conducidas por Aleksandr Griboyédov, entre otros. En enero de 1828 un destacamento ruso alcanzó las orillas del lago Urmia, con lo que el sah entró en pánico y ordenó a Abbas Mirza firmar rápidamente el Tratado de Turkmenchay el 2 de febrero de 1828, lo que concluyó la guerra.

## Consecuencias
Según los términos del tratado, los kanatos de Ereván y Najicheván pasaron a Rusia. El sah prometió pagar una indemnización de veinte millones de rublos de plata y permitió a sus súbditos armenios emigrar libremente a territorio ruso. Lo que era más importante aún es que el sah otorgó el derecho exclusivo para mantener una armada en el mar Caspio y acordó que los mercaderes rusos podrían comerciar allá donde quisieran en Persia.
A corto plazo, el tratado minó la posición dominante del Imperio británico en Persia y marcó una nueva etapa en El Gran Juego entre los imperios. A largo plazo, el tratado aseguraba la dependencia del Cáucaso de Rusia, haciendo posible la emergencia final de los estados modernos de Armenia y Azerbaiyán dentro de los territorios conquistados a Persia durante la guerra.